# Radni okoliš
Radni okoliš predstavlja skup svih parametara koji djeluju na udobnost i sigurnost radnika, a obuhvaća mikroklimatske parametre - temperaturu, vlagu i strujanje zraka; buku i vibracije te kemijske štetnosti koje se mogu javiti na radnom mjestu.
Obaveza ispitivanja radnog okoliša proizlazi iz zaštite na radu s ciljem smanjenja rizika od profesionalnih bolesti.
Prema članku 50. ZNR-a poslodavac je dužan obavljati ispitivanja u radnim prostorijama u kojima proces rada koji se u njima obavlja utječe na temperaturu, vlažnost i brzinu strujanja zraka; u kojima u procesu rada nastaje buka i vibracije; u kojima se pri radu koriste ili proizvode opasne tvari; u kojima pri radu nastaju opasna zračenja te u kojima je pri radu potrebno osigurati odgovarajuću rasvjetu. Ispitivanje radnog okoliša poslodavac je dužan obaviti u rokovima koji ne mogu biti duži od dvije godine.

## Vanjske poveznice:
- ZAVOD ZA UNAPRIJEĐENJE ZAŠTITE NA RADU
- MINISTARSTVO RADA I MIROVINSKOG SUSTAVA